# Paha (Mythologie)
Paha (finnisch; deutsch: Übel) ist ein Dämonischer Geist aus der finnischen Mythologie. Er ist ein Anhänger von Lempo, dem Gott der Bosheit.
Als Väinämöinen gegen die Dämonen kämpfte, sorgte Paha zusammen mit Hiisi dafür, dass Väinämöinen sich mit seiner eigenen Axt selbst verletzte.